# E.-Technik (Physiotherapie)
Die E.-Technik (auch als Hanke-Konzept bezeichnet) ist eine Behandlungsmethode in der Physiotherapie. Sie wurde von Peter Hanke unter anderem in Anlehnung an die Vojta-Therapie entwickelt. Der Begriff E.-Technik steht für „neurophysiologische Therapie auf entwicklungskinesiologischer Grundlage“.

## Die Methode
Ziel der Methode ist die Verbesserung koordinierter und ökonomischer Funktionsabläufe sowie eine qualitative Umgestaltung von Bewegungsprogrammen im Zentralnervensystem (ZNS), ohne diesen Bewegungsablauf im geschlossenen System dynamisch trainieren zu müssen. Der Therapeut arbeitet an Rumpf und Extremitäten mit Aktionsverstärkern (Druckpunkten) zur Verdeutlichung der motorischen Aktion im ZNS über afferente Bahnen. Durch Muskelstretch in Kombination mit einem Periostreiz oder eine der beiden Komponenten wird die Propriozeption verstärkt. Die Entwicklung des Behandlungskonzepts war entscheidend durch Skoliosebehandlung geprägt. Das Konzept findet auch in der postoperativen Behandlung in Unfallchirurgie und Orthopädie Anwendung.

## Markenschutz
Die Bezeichnung E.-Technik wurde als Marke geschützt. Inhaber der Wortmarke für die Bereiche Unternehmensverwaltung, Ausbildung und Erziehung, ärztliche Versorgung, Gesundheits- und Schönheitspflege ist Hermann-Josef Billen.